# Maximilian Neuberger
Maximilian Neuberger (* 23. März 2000 in Illertissen) ist ein deutscher Fußballspieler. Der Innenverteidiger steht beim FV Illertissen unter Vertrag. 

## Karriere
Neuberger spielte bis 2018 in der Jugend des FV Illertissen. Von dort wechselte er 2018 in die Nachwuchsabteilung des FC Ingolstadt 04. Ein Jahr später wurde er in die zweite Mannschaft hochgezogen. Sein Debüt im Herrenbereich gab er am 19. Juli 2019 in der Bayernliga Süd gegen den TSV Landsberg. Beim 5:1-Sieg gegen den MSV Duisburg am 37. Spieltag der 3. Liga-Saison 2020/2021 stand er erstmals im Profikader des FC Ingolstadt, kam jedoch zu keinem Einsatz. 
Sein Debüt bei den Profis gab er am 24. Juli 2021 gegen Dynamo Dresden in der 2. Bundesliga. 
Im Sommer 2023 wechselte er zurück zu seinem Jugendverein FV Illertissen.